# Anakasia simplicifolia
Anakasia simplicifolia es una especie botánica de la familia de las Araliaceae, y la única especie del género Anakasia. Es endémica del occidente de Nueva Guinea.

## Descripción
A. simplicifolia es un arbusto con hojas glabras y grandes, simples. Hasta 5 m de altura. Las hojas, se agolpaban en los extremos de las ramas que sobresalen, son sésiles o con muy poco peciolo, son lanceoladas, de hasta 135 cm de largo y hasta 18 cm de ancho, estrechándose gradualmente hacia la base y acuminadas en el ápice; tienen el margen entero u ondulado, con el nervio central prominente y los nervios laterales arqueados.
La inflorescencia es axilar, en umbela racemosa. Los pedicelos son muy cortos, con una junta situada debajo de la flor, la copa se compone de una corona con diminutos lóbulos. Los pétalos pueden ser 5 o 6, valvados y triangulares, carnosos y de 2 mm de largo, y 1,5 mm de ancho. La corola es de color verde y cae pronto. El disco es carnoso, de color amarillo, con 4-6 estilos. 
El fruto es obovoide (es decir, en forma de huevo invertido, con la parte más ancha hacia el ápice), con costas evidentes cuando se seca, azul cuando madura y aromático.

## Taxonomía
Anakasia simplicifolia fue descrita por William R. Philipson y publicado en Blumea 21: 87. 1973.